# SV Cannstatt
El SV Cannstatt es un club acuático alemán  en la ciudad de Stuttgart, el distrito de Bad Cannstatt.
Las especialidades que se practican en el club son la natación y el waterpolo.

## Historia
El club fue fundado en 1898  y cuenta con aproximadamente 1.300 miembros.
En 2006 ganó la Bundesliga de waterpolo. Tres semanas después de ganar el campeonato alemán el SV Cannstatt anunció su retirada de la Bundesliga a retirarse debido a que no podía hacer frente al presupuesto para la próxima temporada.
Desde 2004 promociona el deporte acuático de personas con discapacidad. El mayor éxito deportivo para el equipo fue Christina Ziegler con una medalla de oro en los Campeonatos del Mundo de 2006 en Durban, Sudáfrica y participar en los Juegos Paralímpicos en Atenas en 2004.

## Palmarés
- 1 vez campeón de la liga de Alemania de waterpolo masculino (2006)